# 埼玉医科大学
埼玉医科大学（さいたまいかだいがく、英語: Saitama Medical University）は、埼玉県入間郡毛呂山町に本部を置く私立大学。1892年創立、1972年大学設置。大学の略称は埼玉医大、玉医。

## 概観

### 大学全体
創立者は日本医科大学卒業後、東京帝国大学で医学博士号を取得した精神科医である丸木清美である。開学は1972年（昭和47年）。それまで埼玉県内には医学部が存在せず（防衛医科大学校の開設は1974年）、一時は埼玉大学への医学部設置も検討されたものの、最終的には私立医大の設置が決定した。
前身である毛呂病院の創立者は丸木清太郎で、その子息である丸木清美によって埼玉医科大学が創立される。初代理事長には埼玉県知事を務めた栗原浩が就任した。2代目理事長（埼玉医科大学の創立者）が丸木清美。3代目理事長は丸木清浩（自民党所属の埼玉県議会議員）。現理事長（4代目）は丸木清之。
日本国内では、性別適合手術を先駆的に行った大学として知られる。

### 沿革
- 1892年 毛呂病院創立、初代院長に丸木清太郎が就任。
- 1952年 毛呂病院を社会福祉法人に移行。
- 1971年 社会福祉法人毛呂病院を母体として、埼玉医科大学の設置認可を申請。
- 1972年 埼玉医科大学開学、医学部医学科を設置。埼玉医科大学附属病院開院。埼玉医科大学附属図書館開館。
- 1978年 埼玉医科大学大学院医学研究科設置。
- 1985年 埼玉医科大学附属総合医療センター開院。
- 1989年 埼玉医科大学短期大学を開学し、看護学科、臨床検査学科を設置。
- 1997年 埼玉医科大学短期大学専攻科を開設し、母子看護学専攻を設置。埼玉医科大学附属総合医療センター看護専門学校を開学し、3年課程を設置。
- 2001年 埼玉医科大学ゲノム医学研究センター開設。
- 2003年 埼玉医科大学医学教育センター開設。
- 2004年 埼玉医科大学かわごえクリニック開院。埼玉医科大学附属病院を埼玉医科大学病院に改称。
- 2005年 埼玉医科大学医学研究センター開設。埼玉医科大学国際交流センター開設。
- 2006年 埼玉医科大学保健医療学部看護学科、健康医療科学科、医用生体工学科を設置。
- 2007年 埼玉医科大学国際医療センター開院。保健医療学部に理学療法学科設置。
- 2010年 埼玉医科大学大学院看護学研究科看護学専攻（修士課程）、医学研究科医科学専攻（修士課程）設置。
- 2019年
  - 日高キャンパスに産学連携拠点「リサーチパーク」開設[1]。
  - 毛呂山キャンパスに医学部実習棟「カタロスタワ－」設置。

### 象徴
- 校章は、「大學」の文字に埼玉県の名称の由来とされる幸魂（さきみたま）の「魂」＝勾玉をあしらったものである。
- 校歌は、栗原浩の作詞、林光の作曲による。

## 教育および研究

### 組織

#### 学部
- 医学部
  - 医学科
- 保健医療学部
  - 看護学科
  - 臨床検査学科
  - 臨床工学科
  - 理学療法学科

#### 大学院
- 医学研究科（修士課程・博士課程）
  - 医科学専攻（修士課程）
  - 生物・医学研究系専攻（博士課程）
  - 社会医学研究系専攻（博士課程）
  - 臨床医学研究系専攻（博士課程）
- 看護学研究科（修士課程）
  - 看護学専攻

#### 短期大学
- 埼玉医科大学短期大学
  - 看護学科
  - 母子看護学専攻

#### 看護学校
- 総合医療センター看護専門学校

#### 附属機関
- 研究所
  - ゲノム医学研究センター
- 附属機関
  - 医学教育センター
  - 医学研究センター
  - 地域医学・医療センター
  - 国際交流センター
  - アドミッションセンター
  - アレルギーセンター
  - 東洋医学センター
  - 教職員・学生健康推進センター
  - 情報技術支援推進センター
  - 先端医療開発センター
  - 医療人育成支援センター
- 図書館
  - 附属図書館
  - 川越キャンパス分館
  - 日高キャンパス分館
  - 川角キャンパス分館
- 附属病院
  - 埼玉医科大学病院
  - 埼玉医科大学総合医療センター
  - 埼玉医科大学国際医療センター
  - かわごえクリニック

### 所在地
- 毛呂山キャンパス（埼玉県入間郡毛呂山町毛呂本郷38）
医学部、大学院、短期大学、大学病院、医学教育センター、医学研究センターが所在
- 日高キャンパス（埼玉県日高市山根1397-1）
保健医療学部（理学療法学科を除く）、ゲノム医学研究センター、国際医療センター、医学研究センター、リサーチパークが所在
- 川角キャンパス（埼玉県入間郡毛呂山町川角981）
保健医療学部理学療法学科、医学基礎部門が所在
- 川越キャンパス（埼玉県川越市鴨田辻道町1981）
総合医療センター、看護専門学校、医学研究センターが所在
- 川越ビル（埼玉県川越市脇田本町21-7）
かわごえクリニックが所在

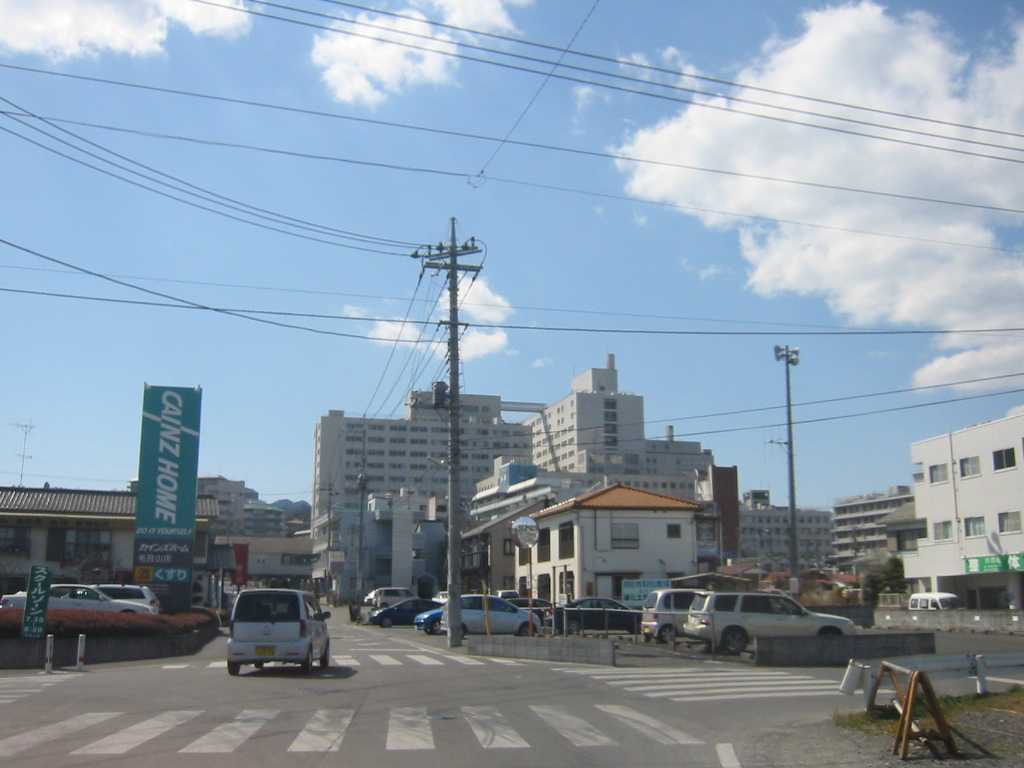
埼玉医科大学全景 （毛呂山キャンパスや埼玉医科大学病院等）
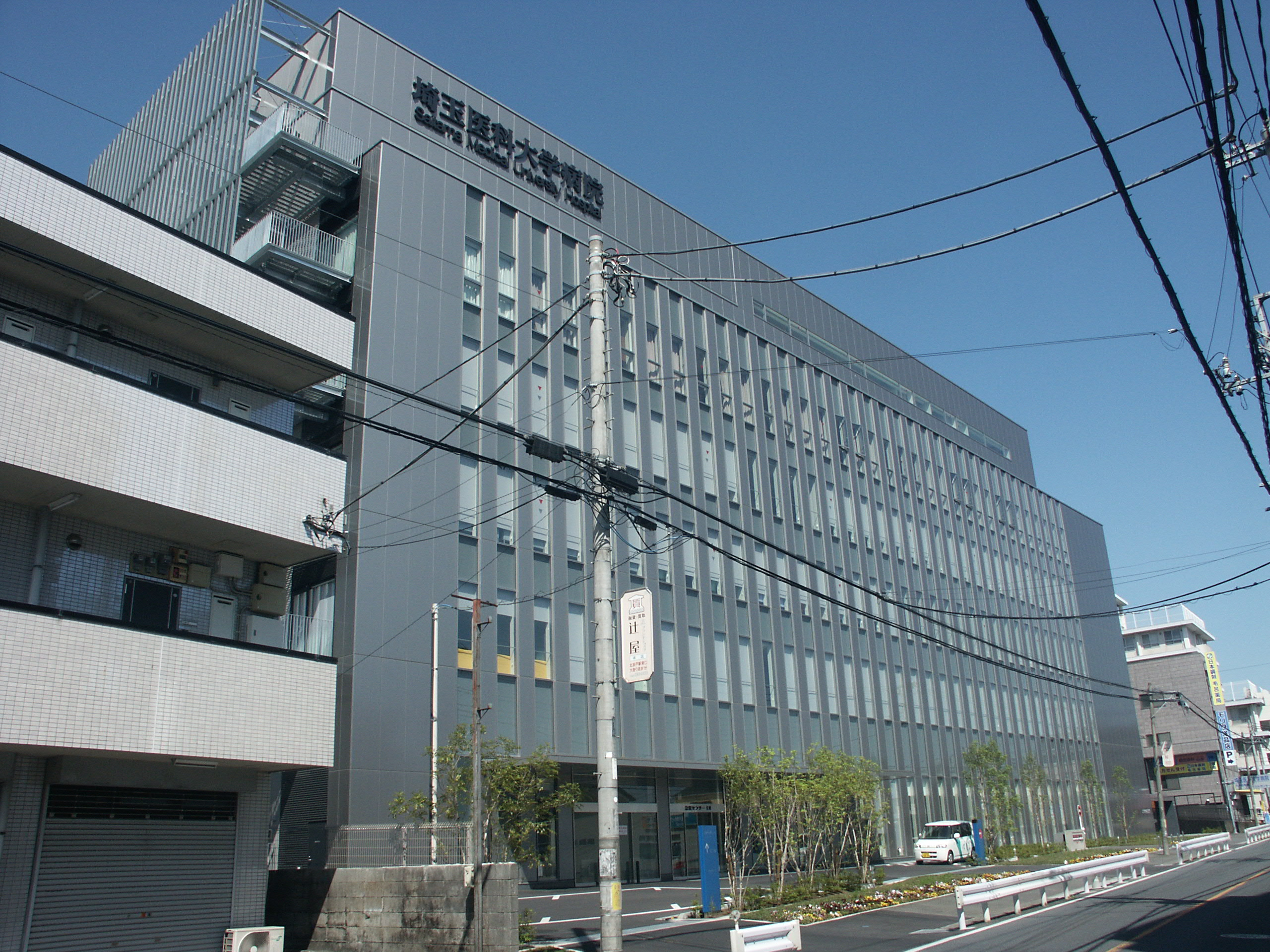
埼玉医科大学病院（東館）
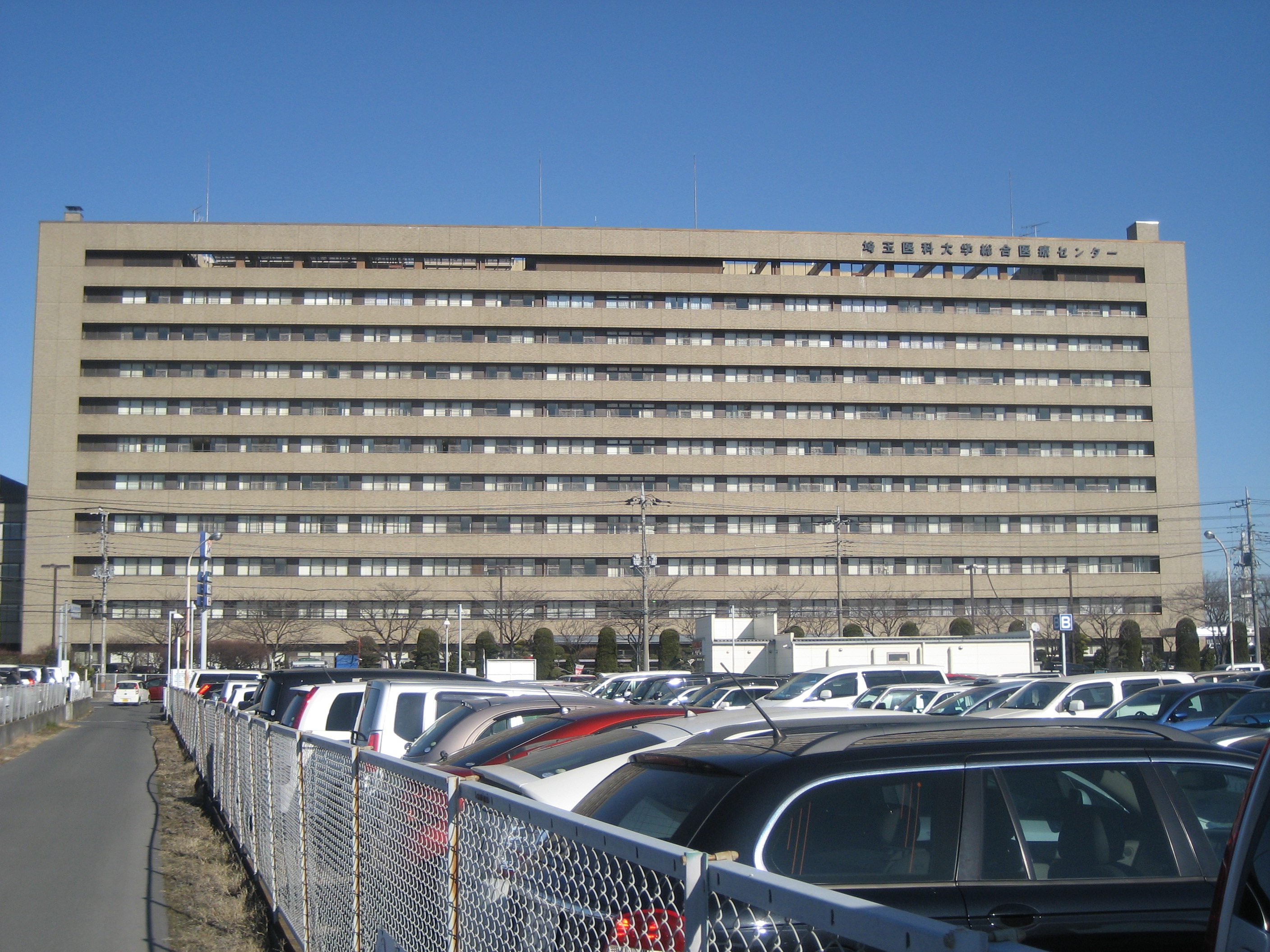
埼玉医科大学総合医療センター
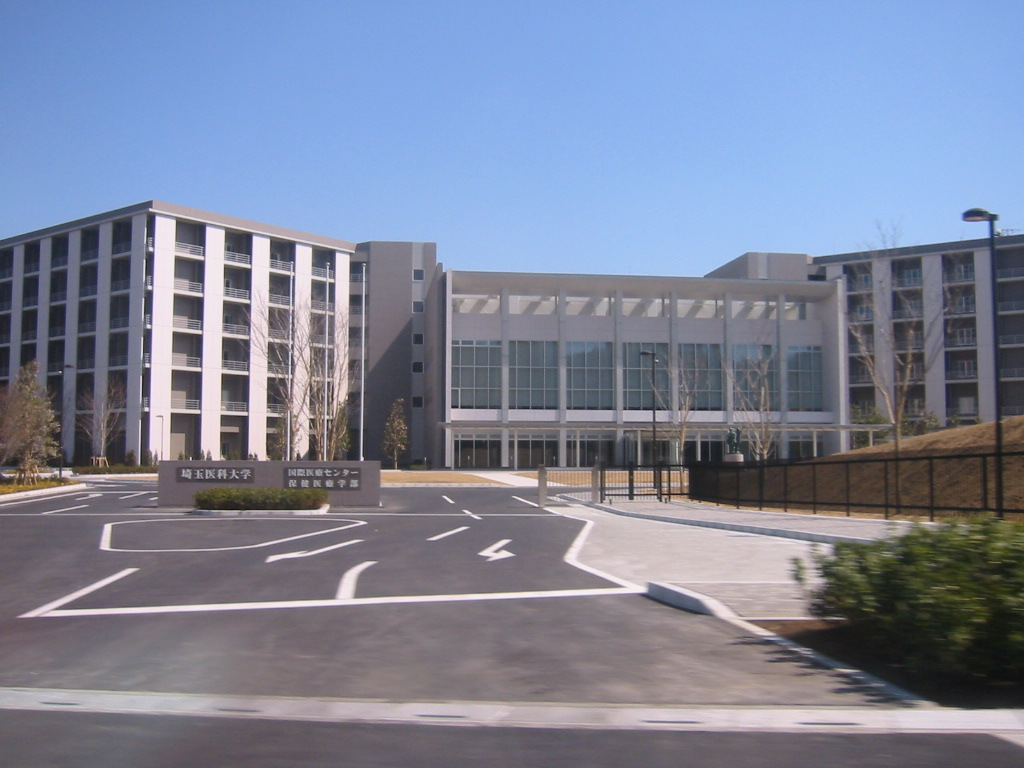
埼玉医科大学国際医療センター
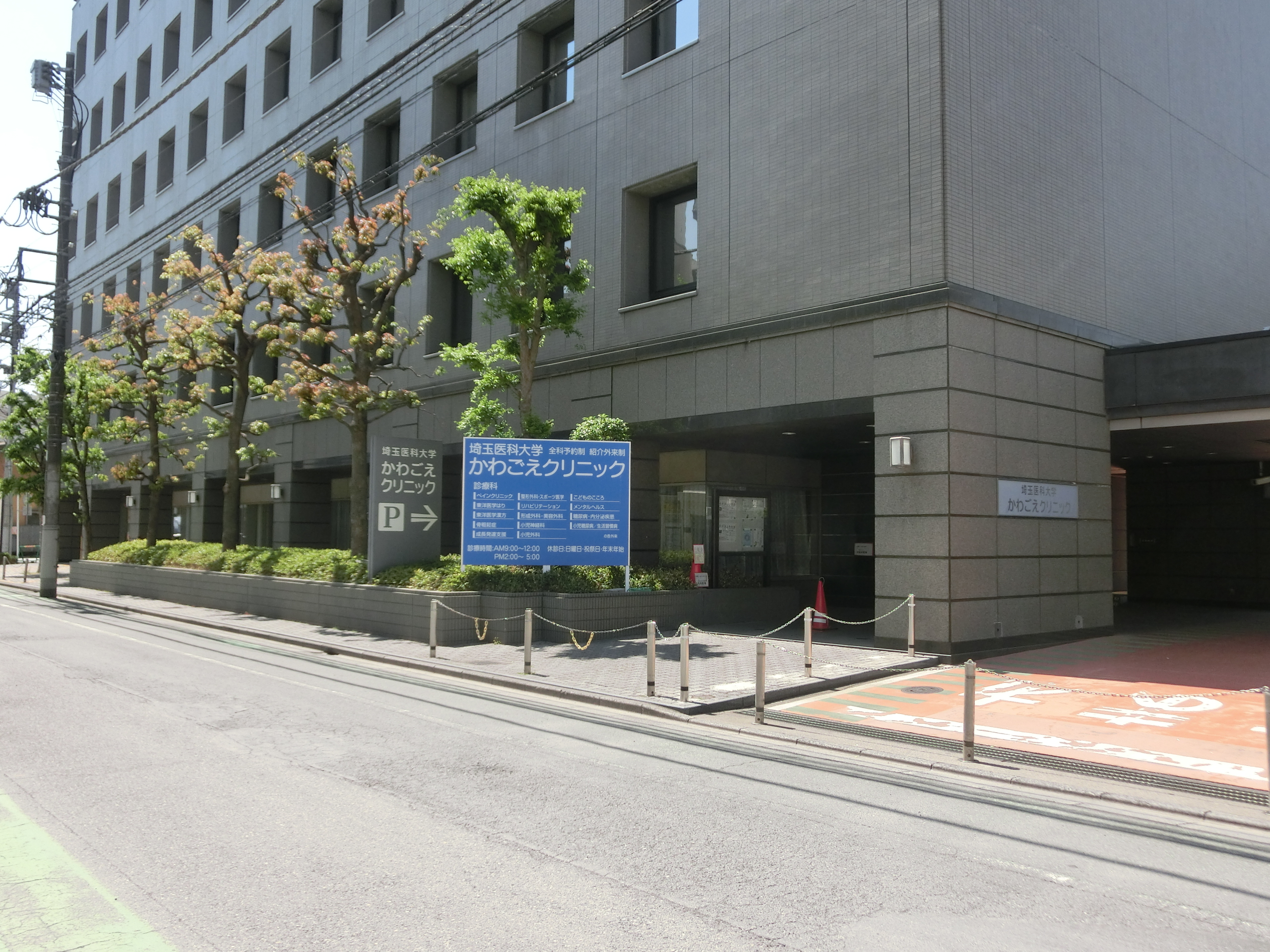
埼玉医科大学かわごえクリニック
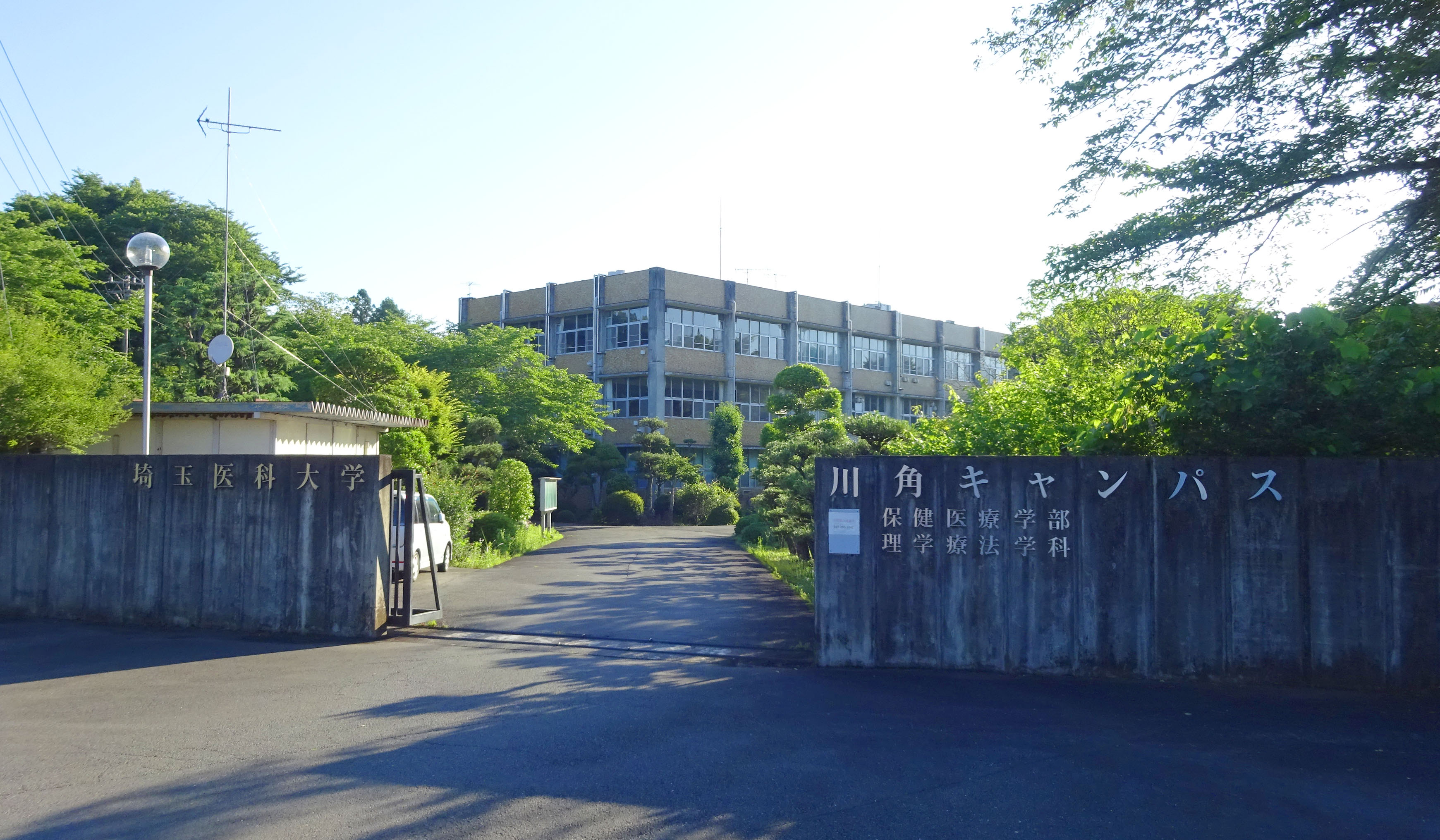
川角キャンパス

### 教育および研究
- 1997年、埼玉医科大学病院小児外科学が急性虫垂炎に対する術式ONE-TROCAR法を開発。
- 2005年、埼玉医科大学総合医療センター心臓血管外科学が、虚血性心筋症の男性患者の心臓組織に、本人の骨髄細胞を移植する再生医療に成功[2]。
- 2006年、埼玉医科大ゲノム医学研究センターが進行性化骨筋炎（FOP）の原因が、遺伝子の異常によるたんぱく質の変異であることをの片桐岳信助教授（病態生理）のグループが突き止めた[3]。
- 2007年、埼玉医科大学と南フロリダ大学などの国際チームがアルツハイマー病を治療するワクチンを開発した[4]。

## 学費
埼玉医科大学医学部の学納金、実習費は以下の通りである。
学納金
入学金 200万円（入学時のみ）、授業料 275万円（年額）、実験実習費 100万円（年額）、施設設備費 150万円（年額）、医学教育充実特別学納金 100万円（入学時のみ）、教育充実費 50万円（2年次以降）
その他
学生会費 2万円（年額）、同窓会初年度会費 5万円（入学時のみ）、毛呂山会費 入会金 20万円（入学時のみ）、年会費 27万円（年額）、毛呂山会育英会費 3万円（年額）、毛呂山会支部会費 支部により別個に設定（年額）（5千円～4万円）、毛呂山後援会費 40万円（6年次のみ）

## 対外関係

### 包括連携協定
- 埼玉大学[6]
- 埼玉りそな銀行[7]

## 大学関係者と組織

### 大学関係者組織
- 埼玉医科大学医学部の同窓会は「埼玉医科大学医学部同窓会」と称し、学部内に設置された本部と15の支部によって構成されている。
- 埼玉医科大学には埼玉医科大学医師会があり、埼玉医科大学に勤務する常勤及び非常勤の医師らにより構成されている。
- 埼玉医科大学には埼玉医科大学看護部があり、各種講習会や研修、公開講座などを実施している。

### 大学関係者一覧
- 埼玉医科大学の人物一覧

### 関連組織
- 株式会社ウエルフェア
  - 1973年4月、埼玉医科大学の福利厚生部門を担う目的で「有限会社福祉クラブ」設立し、主に食堂・売店の経営を主業務として営業。2006年5月、株式会社に組織変更し会社名を「ウエルフェア」に変更[8]。
  - 主な事業内容[8]
    - 埼玉医科大学構内の職員食堂の運営
      - 毛呂山キャンパス内「毛呂職員食堂」、川角キャンパス内「川角キャンパス食堂」、川越キャンパス内「川越職員食堂（時の鐘）」[9][10]

    - 埼玉医科大学3病院内の食堂等の経営
      - 毛呂山キャンパス内「レストラン　フォンテーヌ」「本部棟カフェテリア」「5号館喫茶」「TULLY'S COFFEE埼玉医科大学病院店」、川越キャンパス内「健康レストラン鴨田」「KEY'S CAFÉ」、日高キャンパス「日高テレサホール」[9][10]

    - 埼玉医科大学3病院内の売店の経営
      - 毛呂山キャンパス内「セーブオン埼玉医科大学店」「5号館売店」「丸木記念福祉メディカルセンター売店」、川越キャンパス内「ローソン埼玉医科大総合医療センター店」「スカイドラッグ川越店」、日高キャンパス内「ローソン埼玉医科大国際医療センター店」「ローソンテレサホール店」「ウエルショップ」[9][10]

    - 郵便受託事業
      - 1987年、埼玉医科大学毛呂山キャンパス内に「埼玉医科大学内簡易郵便局」開業。2007年、簡易郵便局業務をウエルフェア社に運営移管。学内便取扱について、仕分業務を含め運営[9]。

    - 生損保代理店、他

  - 関連会社
    - 埼玉メディカル・サポート - 医材部門
    - 埼玉メンテナンス - 施設管理部門